# Лінкольнз інн
Лінкольнз інн (англ. Lincoln's Inn) — один з чотирьох юридичних закладів Лондона, до якого належать баррістери Англії та Уельсу. Окрім юридичної практики тут також проходять підготовку молоді юристи, які закінчили вищі навчальні заклади, й планують надалі займатись юриспруденцією.
Товариство отримало свою назву на честь третього графа Лінкольна.